# Distrito de Shatoja
El distrito de Shatoja es uno de los cinco que conforman la provincia de El Dorado en el departamento de San Martín, en el Perú.
Desde el punto de vista jerárquico de la Iglesia católica forma parte de la  Prelatura de Moyobamba, sufragánea de la Metropolitana de Trujillo y  encomendada por la Santa Sede a la archidiócesis de Toledo en España.

## Historia
El distrito fue creado mediante Ley N° 14059 del 6 de abril de 1962, en el gobierno del Presidente Manuel Prado Ugarteche.

### Primeros Pobladores
La historia ocurre entre finales del año 1800 y comienzos del año 1900, migrantes en busca de caza y pesca; específicamente los señores MATEO LUMBA y SANTOS CHÁVEZ junto a sus familias y amigos, procedentes del distrito de Tabalosos, ante la abundancia de recursos y entusiasmados con ello; acamparon entre la unión de la quebrada de Ishanga y el río Sisa, lugar donde abundaban árboles llamado SHATO, al regreso a su pueblo los señores mencionados, comentaron de la gran cantidad de animales existentes, y nuevamente volvieron a la misma zona, pero esta vez estableciéndose de manera definitiva.
A inicios se apoderaron de los terrenos de montaña en el cual sembraron productos para su alimentación (plátano, yuca, frejoles), entre otros.

### Origen del nombre
El primer nombre elegido para este lugar fue SAN FRANCISCO DE SOLANO, del cual no se tiene mas datos por el cual los conllevó a nombrarlo así; posteriormente se nombró en aquel entonces como SHATOJA. Todo esto debido a la existencia de abundantes árboles llamados SHATO; los pobladores al hacer uso de las hojas muy frondosas en cualquiera de sus tareas siempre exclamaban "TRAEME EL SHATO HOJA" en los términos naturales de la selva y también se tiene la versión de cuando salían a cazar al ver caer las hojas el árbol mencionado decían "MIRA EL SHATO HOJA". De aquí el origen del nombre del distrito.

## Territorio Geográfico y Político
La capital llamada con el mismo nombre, se encuentra situada a 700 m s. n. m.
El distrito de Shatoja políticamente se divide en:6 caseríos (Ponciano, Nuevo Trujillo, Nuevo Piura, La Unión, Nuevo Progreso, Alto Tullishama) y 4 sectores (Berlín, Ishanga, Chawarpampa, Alto Palmeras).

## Hidrografía
El río Sisa es uno de los principales recursos naturales del distrito de Shatoja, asimismo cuenta con múltiples afluentes como la quebrada de Shatoja, la quebrada de Ishanga, quebrada de Poloponta, quebrada de Shatojillo, quebrada de Cepo, entre otros. Presenta cascadas y cataratas en las zonas altas de su territorio siendo las más conocidas las cataratas de Cepo y las cataratas de Los Ángeles.

## Clima
Cuenta con un clima semiseco- cálido y una temperatura promedio anual de21°C, con una máxima de 36°y con vientos moderados a intensos.

## Autoridades

### Municipales
- 2023 - 2026[4]
  - Alcalde: ROGER IVAN CALLE GARCIA.
  - Regidores:

  1. Elvis Tuanama Valera
  2. María Marfixa Carrasco More
  3. Demetrio Neira Mori
  4. Oriana Salas Fasabi
  5. Ing. Segundo Céspedes Hernández López

### Subprefecto

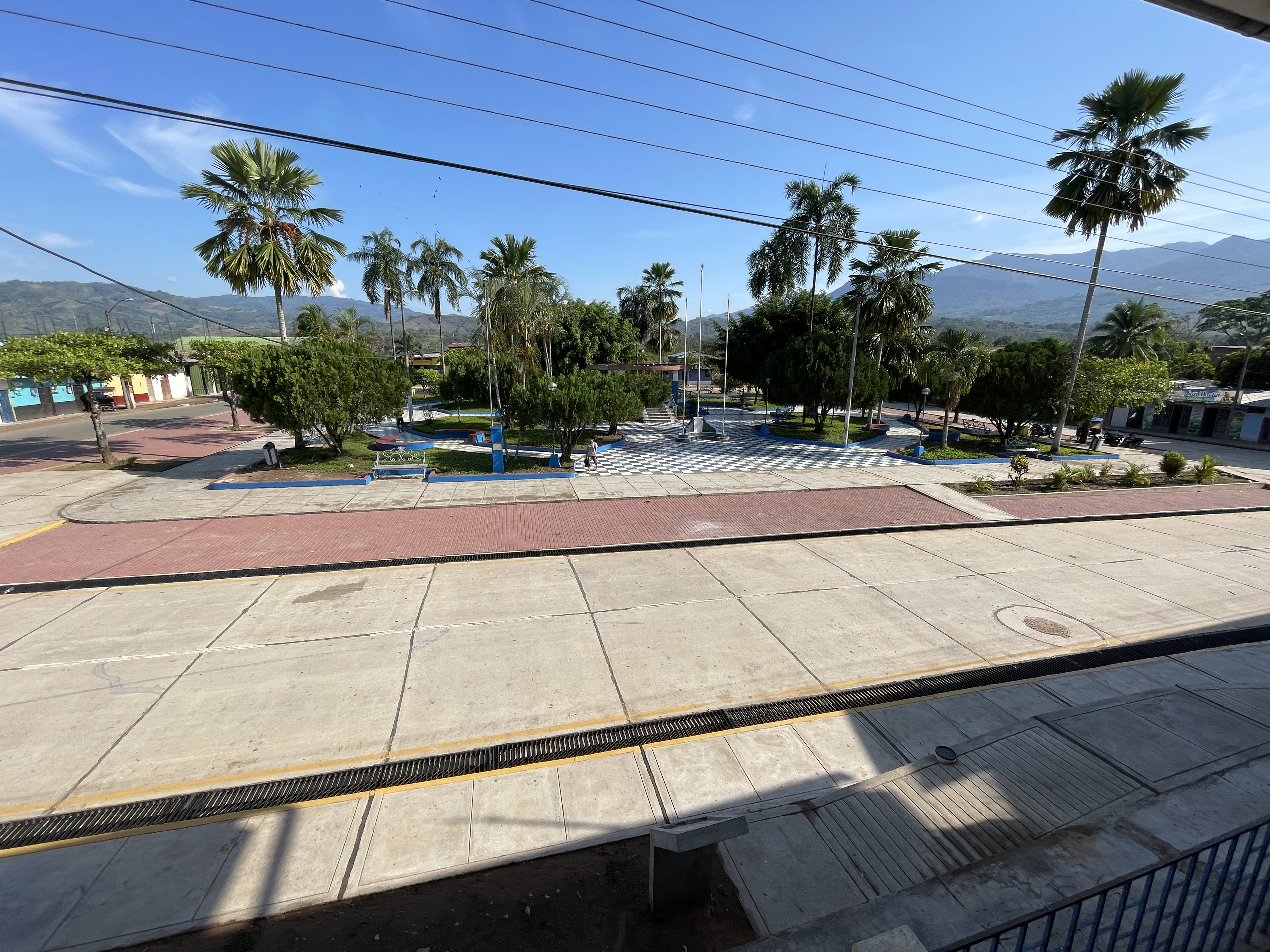
vista de la plaza principal

- Delcy Neira Peña

### Juez de paz
- Carlos Rojas Chumbe

## Creencias

### El volar de los Gallinazos
Es una creencia en la cual la población al ver muchos gallinazos volar sobre el pueblo, aseguran que es el anunciamiento de una próxima muerte. 

### Ulular de la Lechuza
Se cree que al escuchar el sonido de una lechuza en la huerta de cualquier hogar, es porque una de las mujeres de ahí se encuentra embarazada.

### Ave de malas noticias (Chicua)
Es un ave que al escuchar cantar, causa miedo y alerta en los pobladores, según las creencias anuncia malas noticias para la persona o para su hogar, así mismo se cree que es la mascota de algún brujo que busca venganza de alguien del pueblo. 

## Actividades Económicas
La población mayoritariamente se dedica a la agricultura, teniendo siempre presente los cultivos de cacao, maíz, arroz, café y otros de pan llevar (plátano, yuca, frejol, etc.). Otro porcentaje a la ganadería y una pequeña cantidad dedicada al comercio y en lo mínimo se dedican a la crianza-venta de animales (cerdos, gallinas, peces, animales silvestres, otros.)